# حسین‌آباد پایین (کرمان)
حسین‌آباد خان (حسین‌آباد پایین)، روستایی از توابع مرکزی شهرستان کرمان در استان کرمان است.

## جمعیت
این روستا در دهستان سرآسیاب فرسنگی قرار دارد و براساس سرشماری مرکز آمار ایران در سال ۱۳۹۵، جمعیت آن ۶۱۹ نفر (۱۷۴ خانوار) بوده‌است.